# Karema
Karema è un ward della Tanzania situata nel distretto di Tanganyika, regione di Katavi. Conta una popolazione di 8 892 abitanti (censimento 2022).
La località sorge sulla sponda orientale del lago Tanganica: nel 1870 Tippu Tip ne fece un centro per il commercio di schiavi e avorio e nel 1879 fu occupata dal Comité d'études du Haut-Congo e chiamata Fort Léopold, in onore di Leopoldo II, re dei Belgi.
Quando la regione passò dalla sfera di influenza belga a quella tedesca, a Karema furono chiamati i Padri bianchi del cardinale Lavigerie, che vi fondarono una stazione missionaria e vi insediarono 500 schiavi redenti